# Cassida viridis
Cassida viridis је врста тврдокрилца из породице буба листара (Chrysomelidae).

## Опис
Cassida viridis је дугачка 8,5–10 mm. Тело јој је пљоснато и елипсасто. Пронотум и покрилца су зелени, без шара какве имају неке друге врсте из рода Cassida. Рупице на покрилцима су равномерно распоређене. Ноге и кратке антене су смеђе, а доња површина тела је црна. Тешко их је уочити због мимикрије. Активне су од марта до новембра, најчешће су у априлу и мају.

## Распрострањење
Обично се налазе на биљкама којима се и хране, а то су разне врсте нане, али и друге врсте из породице уснатица (Lamiaceae).
Може се наћи у готово целој Србији, као и у великом делу Европе.

## Станиште
Настањује ниску вегетацију на осунчаним местима, често поред потока и река.

## Галерија
- парење
- ларва